# Партизанский отряд имени Анешти Узунова
Партизанский отряд имени Анешти Узунова (болг. Партизански отряд „Анещи Узунов“) — подразделение Народно-освободительной повстанческой армии Болгарии, находившееся в ведении 4-й Горно-Джумайской повстанческой оперативной зоны. Отряд действовал в районе Неврокоп.

## История
6 октября 1941 года в районе между греческими городами Сере и Салоники на парашютах была сброшена группа из восьми болгарских партизан-антифашистов во главе с Йорданом Кискиновым, которые составили позже Неврокопскую партизанскую роту. Сам Кискинов погиб в перестрелке с полицейскими у села Копривлен. Рота формально появилась в 1942 году, её командиром стал Анешти Узунов (погиб в 1943 году).
7 апреля 1944 года у реки Каменица, недалеко от села Кремен рота была преобразована в Неврокопский партизанский отряд, названный в честь погибшего командира роты Анешти Узунова. Командиром был назначен Григор Григоров, комиссаром — Иван Гулев.
Отряд проводил акции в сёлах Корница, Гайтаниново и Кремен. 9 сентября 1944 года отряд участвовал в установлении власти Отечественного фронта в Гырмене и Неврокопе.